# 新井博
新井 博（あらい ひろし、1956年 - ）は、日本の体育学研究者である。福井大学教授。専門はスポーツ史、スキーの歴史研究。

## 来歴・人物
- 1980年 - 埼玉大学教育学部卒業。
- 1990年 - 筑波大学大学院 体育科学研究科 博士後期課程単位取得満期退学。
- 福井大学教育地域科学部教授。

## 著書
- 「大正末期から昭和初期における福井県のスキー普及のはじまり」（『清水重勇先生退官記念論集』、2001年）
- 「樺太のスキー黎明期における樺太スキー倶楽部について―大正2年の誕生と活動を中心に」（『成町次郎先生退官記念論集 体育・スポーツ史研究の展望―国際的成果と課題』、1996年）

## 論文
- 「幻の冬季オリンピック札幌大会に向けてのスキー振興」（『研究紀要』 Bulletin of Biwako Seikei Sport College (11), 107-110, 2014年）
- 「1940年幻の札幌オリンピック招致運動について」（『研究紀要』 Bulletin of Biwako Seikei Sport College (11), 55-62, 2014年）
- 「幻の冬季オリンピック札幌大会に向けてのスキー振興」（『研究紀要』 11, 107-110, 2014年）
- 「スポーツ学のこれから 本学のスポーツ学に関するこの間の取り組みを振り返って」（『研究紀要』 11, 9-19, 2014年）
- 「日本スキー向上のためのノルウェー人ヘルセット招聘」（『日本体育学会大会予稿集』 (64), 90, 2013年）
- 「1940年幻の札幌冬季オリンピックに向けてのスキー振興  1928~35年全日本スキー連盟の活動を中心に」（『スキー研究』 10(1), 35-45, 2013年）
- 「地域スポーツコースの10年」（共著）（『研究紀要』 10, 13-24, 2013年）
- 「日本のスキー発祥・普及期におけるスキー製造販売業」（『日本体育学会大会予稿集』 (63), 35, 2012年）
- 「シンポジウム・スポーツ学再考」（『研究紀要』 9, 9-15, 2012年）
- 「昭和5年文部省のスキー講習会開催について」（『日本体育学会大会予稿集』 (62), 64, 2011年）
- 「基調講演 日本スキー百年」（『日本スキー学会誌』 21(1), 13-17, 2011年）
- 「大正時代末期の軍隊におけるスキー講習について  -大湊要港部の場合」（『日本体育学会大会予稿集』 (61), 84, 2010年）
- 「スキー史の誕生」（『日本スキー学会誌』 20(1), 22-26, 2010年）
- 「私のスキー史研究に関する報告」（『研究紀要』 第7号, 137-138, 2010年）
- 「地域スポーツコースによる地元スポーツクラブとの連携について」（『研究紀要』 第6号, 151-156, 2009年）
- 「レルヒによる高田でのスキー講習開催までの経緯」（『体育學研究』 53(2), 277-286, 2008年）
- 「レルヒによるスキー技術紹介の再考」（『体育史研究』 (25), 1-10, 2008年）
- 「テオドール・フォン・レルヒの軍歴と勤務評定」（『体育史研究』 (22), 23-29, 2005年）
- 「オーストリア=ハンガリー帝国国防省によるレルヒ少佐日本派遣の経緯」（『体育學研究』 49(6), 573-582, 2004年）
- 「来日以前のスキー家テオドール・フォン・レルヒ」（『スキー研究』 2(1), 17-26, 2004年）
- 「1909-10 年のオーストリア国防省によるレルヒ少佐派遣経緯」（日本体育学会大会号 (54), 192, 2003年）
- 「日本のスキー普及期におけるスキー場―福井県のスキー場の場合から」（『日本スキー学会誌』、2002年）
- 「福井県の用具供給体制の確立過程とスキー定着の関係について―大正から昭和初期における菊川スキー製作所の用具供給を中心に」（『スポーツ産業学研究』, 10/1, 1-10, 2000年）
- 「地方における小規模スキー製造販売業に関する研究：昭和初期福井県の廣川・中西スキー製作所について」（『日本スキー学会誌』, 9/2, 127-137, 1999年）
- 「樺太におけるノルウェー式スキー術の導入と普及について―金井勝三郎の大正4年から大正6年における活動を中心にして」（『日本スキー学会誌』、1999年）
- 「大正12年第1回全日本スキ-選手権大会参加者への樺太の取組みについて」（『日本スキ-学会誌』 8(1), 37, 1998年）
- 「日本スキ-の開拓者桜庭留三郎」（『日本スキ-学会誌』 7(1), 217-230, 1997年）
- 「大正末期から昭和初期における富山県の金田スキー製作所について」（『スポーツ産業学研究』, 7/2, 41-50, 1997年）
- 「明治44年2月11日開催第1回樺太島技大運動会の持つ意味」（『日本スキ-学会誌』 6(1), 158-169, 1996年）
- 「明治末期から大正初期における樺太のスキー普及について―豊原の樺太スキー倶楽部を中心に」（『北陸都市史学会誌』, 5/, 37-38, 1996年）
- 「学校の運動部とスポーツ傷害」（『福井大学教育実践研究』, 18/, 267-280, 1993年）
- 「運動を目的とした広場を設置した日比谷公園の誕生について―明治30年代における設立の経緯を中心として」（『福井大学紀要』, 23/, 1-21, 1991年）
- 「明治時代の公園運動場の利用について―最初に運動場を持って誕生した日比谷公園の場合」（『福井大学教育実践センター紀要』, 15/, 97-106, 1991年）
- 「福井県大野中学教諭桑原耕太の高田におけるスキー講習会（大正3年）参絡について」（『福井大学教育学部紀要』, 26/, 1-15, 1996年）
- 「黎明期におけるスキー用具の供給体制の確立：田中鉄工場と高田第十三師団との関係を中心に」（『体育学研究』, 41/2, 94-103, 1996年）
- 「福井県におけるスキー製造販売業に関する研究―大正末期から昭和初期の尾崎スキー製作所の製造販売について」（『スポーツ産業学研究』, 5/2, 55-61, 1995年）
- 「樺太スキー倶楽部による大正2年の指導者講習会」（『日本スキー学会誌』, 5/1, 133-143, 1995年）
- 「20世紀初期プロイセンの中等学校における生徒体育クラブについて―1913年の文部省令公布の背景と内容」（『福井大学教育学部紀要』, 6/24, 21-29, 1991年）
- 「19世紀末期プロイセンにおける中等学校の生徒体育クラブについて（その1）―生徒体育クラブの普及の原因を中心に」（『福井大学教育学部紀要』, 6/24, 1-8, 1991年）
- 「19世紀末期プロイセンにおける中等学校の生徒体育クラブについて（その2）―生徒体育クラブの活動を中心として」（『福井大学教育学部紀要』, 6/24, 9-21, 1991年）
- 「19世紀後半のドイツ中等学校における生徒体操クラブの導入ついて」（『東京体育学研究』, /, 7-10, 1989年）
- 「ドイツ・ギムナジウムにおける生徒体育クラブについて  -生徒体育クラブの規約を中心に」（『日本体育学会大会号』 (37A), 92, 1986年）
- 「日比谷公園運動場に関する史的考察  -その設立経緯と利用状況を中心にして」（『日本体育学会大会号』 (35), 95, 1984年）